# Escudo de San Martín de Oscos

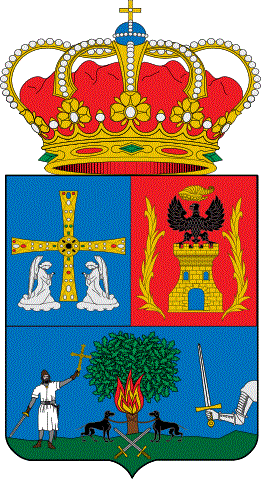

El escudo del concejo asturiano de San Martín de Oscos es el usado por Octavio Bellmunt y Fermín Canella para ilustrar su obra "Asturias", en la que recogen lo más característico de cada municipio.
Su escudo es medio partido y cortado.
- El primer cuartel partido, representa sobre campo de azur, la Cruz de los Ángeles, como consecuencia de la dependencia obispal de su territorio.

- El segundo cuartel partido, en gules, nos muestra una torre de la que sale un águila negra coronada por el cuerno de la abundancia, flanqueado todo ello por dos espigas a sus lados. Esto simboliza el poder ejercido sobre el territorio por el concejo de Castropol.

- En el tercer cortado, observamos un guerrero que posee una espada en su mano derecha. En el centro aflora un árbol flanqueado por dos animales afrontados, y a su planta dos espadas colocadas en forma de aspas. También podemos ver en su zona siniestra como sale un brazo que empuña un sable. Este último cuarto representa la noble familia Mon.

Actualmente el escudo carece de cualquier sanción legal. 
- Datos: Q5838265